# César Dufournel
César Dufournel, né en 1756, Grigny et mort en 1836 à Lyon, est un négociant en produits métallurgiques pour la « Maison Dufournel » à Lyon. À partir de 1782, il commercialise des produits métallurgiques et est à l'origine du groupe Descours & Cabaud.

## Biographie
César Dufournel est le fils cadet d'Odet Dufournel (né en 1724 à Millery, mort après 1782), marchand voiturier par eau sur la Saône, établi à Lyon, fondateur en 1767 de la « Maison Dufournel », spécialisée dans le commerce des produits métallurgiques, marié en 1744, à Millery, à Benoîte Potin, fille d'un vigneron de Millery. Sous Louis XIV les Dufournel étaient marchands et fabricants de cercles de fer (pour tonneaux et roues de charrettes) à Grigny. Au commencement du règne de Louis XV ils développèrent leur commerce de fer en devenant marchands voituriers sur la Saône.
Il est le frère d'Alphonse Odo Dufournel (1753 Grigny + 18 12 1820 Gray), négociant et maître de forges à Gray dès avant 1780, conseiller général de Haute-Saône (1803-1816).
César Dufournel, marié en 1782, à Lyon (Saint-Vincent) à Alix Marie Soubriat (vers 1760, Lyon + 1842, Lyon), fille d'un négociant, fut père de :
- Benoîte Clotilde Dufournel (1789, Lyon + 1837, Lyon), mariée en l’An XII, à Lyon, à son cousin germain Ambroise Odon Joseph Dufournel (1780, Gray + 1832, Pierre-Bénite, près de Lyon), marchand de fers à Lyon (1808).
- Charles César Dufournel (1791, Lyon + 1871, Francheville, Rhône), négociant en produits métallurgiques à Lyon, de la Restauration à 1868 (« Maison Dufournel »). En 1861, il choisira comme successeurs André Descours, son petit-neveu, et Lupicin Cabaud, ancien contremaître devenu son principal collaborateur.

## Source
- Paul Niogret (préf. William Vincens Bouguereau), Descours & Cabaud : deux siècles d'aventure humaine, Villeurbanne, Éditions Gachet, 1996, 382 p. (OCLC 494818226)